# رودني جاك
رودني ألفونسو جاك (بالإنجليزية: Rodney Alphonso Jack)‏ (مواليد 28 سبتمبر 1972 في كينغستاون) لاعب كرة قدم فنسينتي دولي يجيد اللعب في خط الهجوم . يلعب حاليا لصالح نادي نانتويتش الإنجليزي من سنة 2008 .

## روابط خارجية
- رودني جاك على موقع قاعدة بيانات كرة القدم.إي يو (الإنجليزية)
- رودني جاك على موقع ناشيونال فوتبول تيمز (الإنجليزية)
- رودني جاك على موقع Soccerbase.com (لاعب) (الإنجليزية)
- رودني جاك على موقع عالم كرة القدم.نت (الإنجليزية)